# Далматски језик
Разликовати од језика античких Далмата
Далматски језик, односно далматоромански језик (ISO 639-3: dlm) је стручни лингвистички назив (лингвоним) за посебан романски језик, који се од краја 19. века сматра изумрлим, а раније се говорио међу романским становништвом у приморским и острвским областима средњовековне Далмације, од Кварнера на северу, до Боке которске на југу. Према лингвистичким критеријумима, сврстава се у групу италодалматских језика, која припада ширем романском језичком корпусу. Развио се из локалних варијанти латинског језика, које су током раног средњег века прерасле у посебан романски језик. Специфичан је и по томе што се зна тачан тренутак његовог нестанка, а то је 10. април 1898. када је преминуо задњи говорник овог језика.

## Назив
Изрази далматски језик, односно далматоромански језик, уобичајени су стручни називи (лингвоними) за овај романски језик. Поменуте појмове не би требало мешати са називима за језик античких Далмата, нити са преднаучним описним терминима у којима се далматинска одредница употребљава у регионалном значењу, за именовање локалних говорних варијанти хрватског и српског језика, који спадају у словенске језике.

## Историја и говорно подручје
Далматски језик је настао током раног средњег века, као наставак говорних облика латинског језика у дотадашњој позноримској, односно рановизантијској  Далмацији, која је након досељавања Словена у првој половини 7. века била сведена на приморске градове и острва. Говорници далматског језика били су далматински Романи, који су живели у приобалним градовима византијске Далмације, а то су: Задар, Трогир, Сплит, Дубровник и Котор, као и на острвима Крку, Цресу и Рабу.
Овај језик није био кориштен у службене сврхе, осим понекад у Дубровнику где се користио у бележничким исправама. У то време књижевни и највише кориштени језик био је латински. Најстарији текстови на овом језику су из 13. века, а писани су рагушким (дубровачким) дијалектом.
Продирањем словенског језика, а касније и венецијанског, те италијанског, далматски се говорни језик поступно гаси. Сматра се да је прво нестала задарска варијанта овог говора.
Најпознатији дијалекти далматског језика били су вељотски (viklasun) са острва Крка (Veglia), рагушки који се некада говорио у Дубровнику (Ragusa) и дијалект који се говорио у Задру (Zara).
Последњи говорник далматског језика (вељотског дијалекта) био је Туоне Удаина који је 1898. погинуо од мине. На темељу његовог познавања тог језика, аустроугарски лингвиста Матео Бартоли који га је посетио 1897. написао је рад о далматском језику у којем је забележено око 2800 речи, те приче и догађаји из Удаиновог живота. Ово дело изворно је написано на италијанском језику, а објављено је на немачком 1906. године.
Рагушки дијалект који се користио у Дубровачкој републици био је већ у 14. веку под великим венецијанским утицајем, да би још и након већег ширења хрватског језика овај дијалект изумро у 16. веку.

## Пример језика
Ово је пример молитве „Оче наш” на латинском, далматском, италијанском, истрорумунском и румунском језику.
| Латински                                        | Далматски                                                 | Италијански                                            | Истрорумунски                                     | Румунски                                                 |
| ----------------------------------------------- | --------------------------------------------------------- | ------------------------------------------------------ | ------------------------------------------------- | -------------------------------------------------------- |
| -{Pater noster, qui es in caelis:               | Tuota nuester, che te sante intel sil,                    | Padre nostro, che sei nei cieli,                       | Ciace nostru car le şti en cer,                   | Tatăl nostru care eşti în ceruri,                        |
| sanctificetur Nomen Tuum;                       | sait santificuot el naun to.                              | sia santificato il tuo nome.                           | neca se sveta nomelu teu.                         | sfinţească-se numele tău.                                |
| adveniat Regnum Tuum;                           | Vigna el raigno to.                                       | Venga il tuo regno.                                    | Neca venire craliestvo to.                        | Vie împărăţia ta.                                        |
| fiat voluntas Tua, sicut in caelo, et in terra. | Sait fuot la voluntuot toa, coisa in sil, coisa in tiara. | Sia fatta la tua volontà, come in cielo così in terra. | Neca fie volia ta, cum en cer, aşa şi pre pemânt. | Facă-se voia ta, precum în cer, aşa şi pe pământ.        |
| Panem nostrum cotidianum da nobis hodie;        | Duote costa dai el pun nuester cotidiun.                  | Dacci oggi il nostro pane quotidiano                   | Pera nostre saca zi de nam astez.                 | Pâinea noastră cea de toate zilele, dă-ne-o nouă astăzi. |
| et dimitte nobis debita nostra,                 | E remetiaj le nuestre debete,                             | E rimetti a noi i nostri debiti,                       | Odproste nam dutzan,                              | şi ne iartă nouă păcatele noastre,                       |
| Sicut et nos dimittimus debitoribus nostris;    | coisa nojiltri remetiaime a i nuestri debetuar.           | come noi li rimettiamo ai nostri debitori.             | ca şi noi odprostim a lu nostri dutznici.         | precum şi noi le iertăm greşiţilor noştri.               |
| et ne nos inducas in tentationem;               | E naun ne menur in tentatiaun,                            | E non ci indurre in tentazione,                        | Neca nu na tu vezi en napastovanie,               | Şi nu ne duce pe noi în ispită,                          |
| sed libera nos a Malo.                          | miu deleberiajne dal mal.                                 | ma liberaci dal male.                                  | neca na zbăveşte de zvaca slabe.                  | ci ne mântuieşte de cel rău.}-                           |